# Phyllotreta ulkei
Phyllotreta ulkei är en skalbaggsart som beskrevs av Horn 1889. Phyllotreta ulkei ingår i släktet Phyllotreta och familjen bladbaggar. Inga underarter finns listade i Catalogue of Life.